# Campeonato Paranaense de Futebol Feminino de 2022
O Campeonato Paranaense Feminino de 2022 foi a vigésima terceira edição deste evento esportivo, principal torneio estadual de futebol feminino organizado pela Federação Paranaense de Futebol (FPF).
O campeonato começou a ser disputado no dia 31 de julho e terminou em 29 de setembro. Na fase inicial, os participantes se enfrentaram em turno único, classificando para a final os dois melhores colocados. Na decisão, o resultado agregado das duas partidas definiu o campeão.
Athletico Paranaense e Toledo protagonizaram a final, vencida pelo clube curitibano. A equipe rubro-negra conquistou seu terceiro título na história da competição após vencer os dois jogos da decisão, enquanto a vice-campeã garantiu o direito de representar o estado na Série A3 de 2023.

## Formato e participantes
O regulamento do Campeonato Paranaense Feminino foi disputado por seis agremiações em duas fases distintas: na primeira, os participantes se enfrentaram em turno único. Após cinco rodadas, os dois primeiros se qualificaram para a final. Esta fase foi disputada em partidas de ida e volta, com o mando de campo da última partida para o clube com melhor campanha. As seis agremiações que participaram desta edição foram:
| Equipe               | Cidade        | Títulos         |
| -------------------- | ------------- | --------------- |
| Athletico Paranaense | Curitiba      | 2 (2020 e 2021) |
| Coritiba             | Curitiba      | —               |
| Foz do Iguaçu        | Foz do Iguaçu | 1 (2009)        |
| Rio Branco-PR        | Paranaguá     | —               |
| SOBI São Braz        | Curitiba      | —               |
| Toledo               | Toledo        | —               |

## Resultados
Os resultados das partidas da competição estão apresentados nos chaveamentos abaixo. A primeira fase foi disputada por pontos corridos, com os seguintes critérios de desempates sendo adotados em caso de igualdades: número de vitórias, saldo de gols, número de gols marcados, confronto direto, número de cartões vermelhos recebidos, número cartões amarelos recebidos e sorteio. Por outro lado, a final consistiu em partidas de ida e volta. Conforme preestabelecido no regulamento, o resultado agregado das duas partidas definiu o campeão, no qual foi vencida pelo Athletico Paranaense após duas vitórias sobre o Toledo, sendo seu terceiro título estadual.

### Final
Jogo de ida
| 24 de setembro | Toledo                                    | 2 – 6  | Athletico Paranaense                                                                                         | 14 de Dezembro, Toledo        |
| 15h00min       | Vanessa Carneiro 52' · Thais Cristina 80' | Súmula | Lilian Ribeiro 10' · Paloma Maciel 22' · Eduarda Tosti 45+1' · Sthefani Siqueira 55', 89' · Maiara Fraga 72' | Árbitro: Paulo Cezar da Silva |

Jogo de volta
| 29 de setembro | Athletico Paranaense                                                             | 4 – 0  | Toledo | CT Alfredo Gottardi, Curitiba  |
| 15h00min       | Solange Oliveira 19' · Maiara Fraga 26' · Eduarda Tosti 54' · Lilian Ribeiro 61' | Súmula |        | Árbitro: Felipe Kirchner Bello |